# 咲来駅
咲来駅（さっくるえき）は、北海道中川郡音威子府村字咲来にある北海道旅客鉄道（JR北海道）宗谷本線の駅である。事務管理コードは▲121829。電報略号はクル。駅番号はW60。

## 歴史

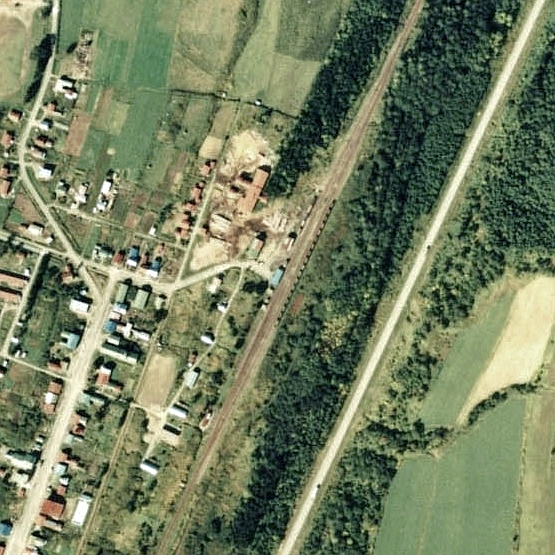
1977年の咲来駅と周囲約500m範囲。上が稚内方面。一見千鳥式ホームに見えるが間にあるのは1線で、単式ホームを2面もつ。さらにその外側に貨物用の副本線、駅舎横の稚内側に貨物積卸場と引込み線がある。駅裏はかつて細長いストックヤードであったが、この時点で既に使われなくなって久しい様子。

- 1912年（大正元年）11月5日：鉄道院宗谷線恩根内駅 - 音威子府駅間延伸開業にともない開設[3][4]。一般駅[1]。
- 1949年（昭和24年）6月1日：公共企業体である日本国有鉄道に移管。
- 1982年（昭和57年）11月15日：貨物取扱い廃止[1][5]。
- 1984年（昭和59年）
  - 2月1日：荷物扱い廃止[1]。
  - 11月10日：駅員無配置駅となり、出改札要員廃止[5][新聞 1]。
- 1985年（昭和60年）7月：駅舎改築、貨車駅舎となる[新聞 2]。
- 1986年（昭和61年）11月1日：CTC化にともない無人化[新聞 3]。
- 1987年（昭和62年）4月1日：国鉄分割民営化により、北海道旅客鉄道（JR北海道）の駅となる[1]。
- 1990年代前半：現在の待合室となる。
- 2020年（令和2年）12月9日：JR北海道が、2021年度より地元自治体（音威子府村）による維持管理に移行することを発表[JR北 1]。
- 2021年（令和3年）4月：音威子府村による維持管理に移行[新聞 4]。

### 駅名の由来
所在地名より。アイヌ語の「サクル（sak-ru）」（夏・道）に由来する。夏季に現在の咲来峠を越えてオホーツク海側へ出る交通路であったことによる。

## 駅構造
周辺の駅と同様に、かつて林業が盛んであった頃は周辺や咲来峠筋の山林から切り出された木材の出荷駅として栄え、稚内方面に向かって左側に木造駅舎とその横の稚内側に荷物積卸場、駅舎の反対側に貨物積卸場を持ち、駅舎を中心とする千鳥状の単式ホーム2面2線と、荷物積卸場へ稚内側から引込み線、外側に貨物積卸用の副本線をそれぞれ有する一般駅であった。
その後、荷物及び貨物取扱い廃止により貨物線の撤去、無人化に伴い駅舎側ホームに棒線化及び旧駅舎の撤去と待合室の設置が行われ、単式ホーム1面1線の無人駅となった。

駅全景（2004年8月）
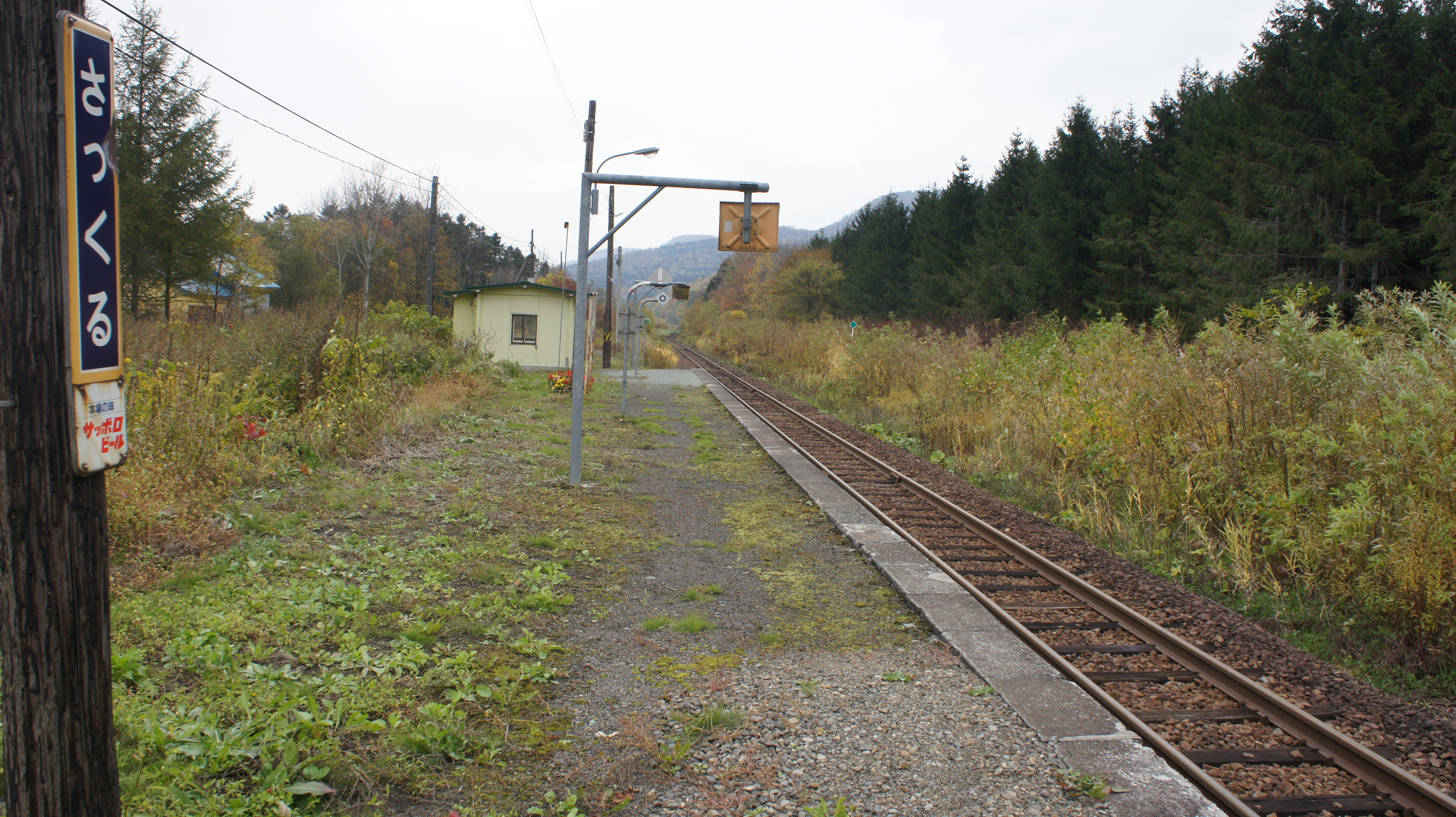
ホーム（2017年10月）
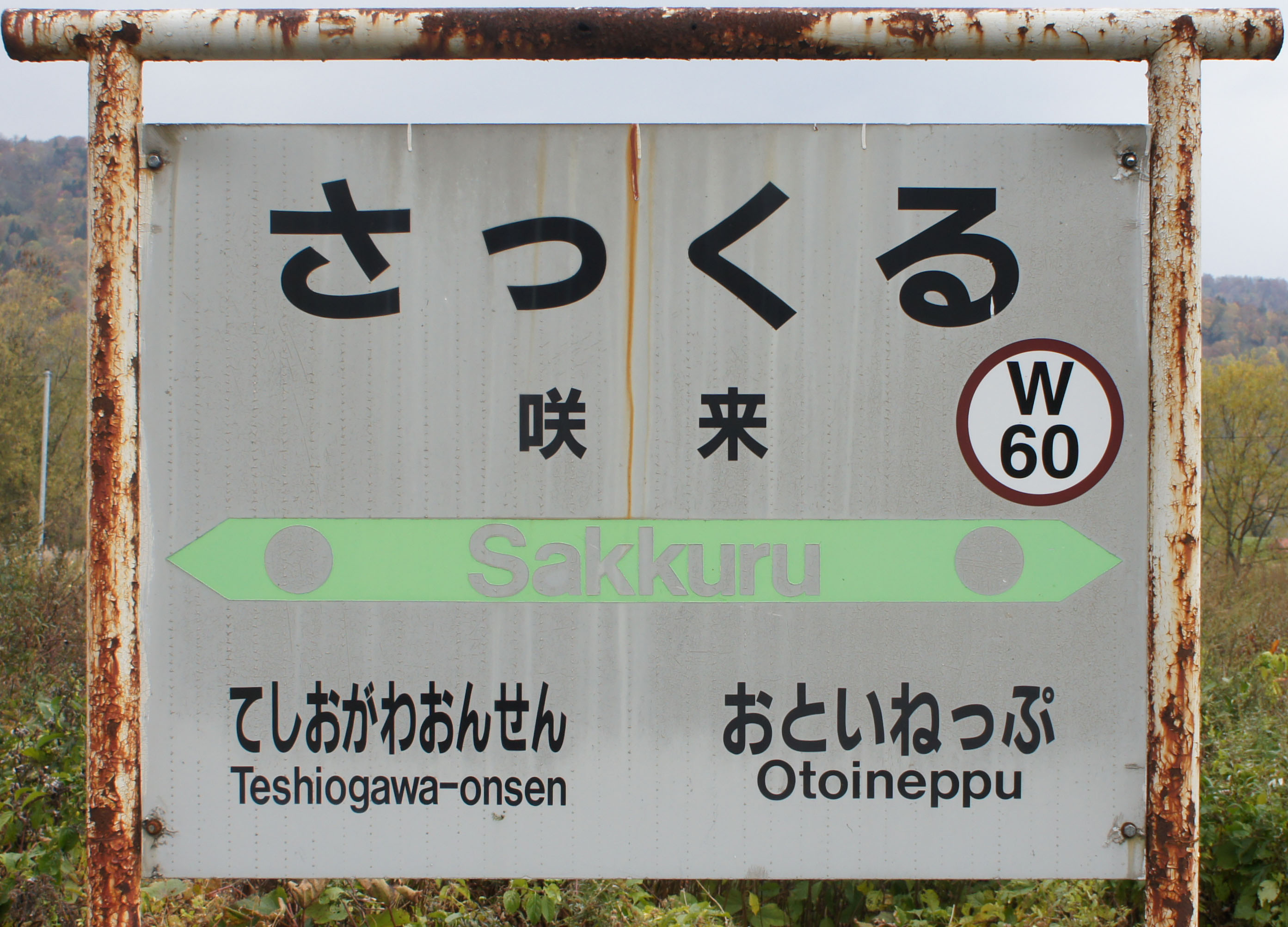
駅名標（2017年10月）

## 利用状況
乗車人員の推移は以下の通り。出典が「乗降人員」となっているものについては1/2とした値を括弧書きで1日平均乗車人員の欄に示し、備考欄で元の値を示す。
また、「JR調査」については、当該の年度を最終年とする過去5年間の各調査日における平均である。
| 年度               | 乗車人員（人） | 乗車人員（人） | 乗車人員（人） | 出典        | 備考 |
| 年度               | 年間           | 1日平均        | JR調査         | 出典        | 備考 |
| ------------------ | -------------- | -------------- | -------------- | ----------- | ---- |
| 1954年（昭和29年） | 40,025         | 110            |                | [ 7 ]       |      |
| 1958年（昭和33年） | 41,028         | 112            |                | [ 7 ]       |      |
| 1963年（昭和38年） | 65,434         | 179            |                | [ 7 ]       |      |
| 1964年（昭和39年） | 65,187         | 178            |                | [ 7 ]       |      |
| 1971年（昭和46年） |                | 116            |                | [ 5 ]       |      |
| 1972年（昭和47年） |                | 105            |                | [ 5 ]       |      |
| 1973年（昭和48年） |                | 95             |                | [ 5 ]       |      |
| 1974年（昭和49年） |                | 90             |                | [ 5 ]       |      |
| 1975年（昭和50年） |                | 82             |                | [ 5 ]       |      |
| 1976年（昭和51年） |                | 76             |                | [ 5 ]       |      |
| 1977年（昭和52年） |                | 71             |                | [ 5 ]       |      |
| 1978年（昭和53年） |                | 57             |                | [ 8 ]       |      |
| 2004年（平成16年） |                | 3              |                | [ 5 ]       |      |
| 2015年（平成27年） |                |                | 「10名以下」   | [ JR北 2 ]  |      |
| 2016年（平成28年） |                |                | 1.4            | [ JR北 3 ]  |      |
| 2017年（平成29年） |                |                | 0.4            | [ JR北 4 ]  |      |
| 2018年（平成30年） |                |                | 0.2            | [ JR北 5 ]  |      |
| 2019年（令和元年） |                |                | 0.2            | [ JR北 6 ]  |      |
| 2020年（令和02年） |                |                | 0.4            | [ JR北 7 ]  |      |
| 2021年（令和03年） |                |                | 0.4            | [ JR北 8 ]  |      |
| 2022年（令和04年） |                |                | 0.4            | [ JR北 9 ]  |      |
| 2023年（令和05年） |                |                | 0.4            | [ JR北 10 ] |      |

## 駅周辺
咲来の集落がある。現在は夏季にライダーハウスとして使用される日本通運の建物や、大きなメインストリートなどに、かつて明治時代に真っ先に駅逓が置かれて稚内方面開拓の中継あるいはオホーツク沿岸の枝幸町との交通の要衝となった集落の繁栄が偲ばれる。
- 国道40号
- 天塩川
- 音威子府村地域バス「咲来駅」停留所
- ライダーハウス咲来　旧日本通運咲来営業所を改装して使用されている。

## 隣の駅
北海道旅客鉄道（JR北海道）
■宗谷本線
美深駅 (W54) - *天塩川温泉駅 (W59) - 咲来駅 (W60) - 音威子府駅 (W61)
*:上り最終列車は天塩川温泉駅を通過する。

### JR北海道
1. ↑  『来春のダイヤ見直しについて』（PDF）（プレスリリース）北海道旅客鉄道、2020年12月9日。オリジナルの2020年12月9日時点におけるアーカイブ。2020年12月10日閲覧。
2. ↑  “極端にご利用の少ない駅（3月26日現在）” (PDF). 平成28年度事業運営の最重点事項.   北海道旅客鉄道. p. 6 (2016年3月28日). 2017年9月25日閲覧。
3. ↑  “宗谷線（名寄・稚内間）” (PDF).   北海道旅客鉄道 (2017年12月8日). 2017年12月30日時点のオリジナルよりアーカイブ。2017年12月30日閲覧。
4. ↑  “宗谷線（名寄・稚内間）” (PDF).   北海道旅客鉄道 (2017年7月2日). 2017年12月30日時点のオリジナルよりアーカイブ。2018年7月13日閲覧。
5. ↑  “宗谷線（名寄・稚内間）” (PDF). 線区データ（当社単独では維持することが困難な線区）(地域交通を持続的に維持するために).   北海道旅客鉄道. p. 3 (2019年10月18日). 2019年10月18日時点のオリジナルよりアーカイブ。2019年10月18日閲覧。
6. ↑  “宗谷線（名寄・稚内間）” (PDF). 地域交通を持続的に維持するために > 輸送密度200人以上2,000人未満の線区（「黄色」8線区）.   北海道旅客鉄道. p. 3・4 (2020年10月30日). 2020年11月2日時点のオリジナルよりアーカイブ。2020年11月3日閲覧。
7. ↑  “駅別乗車人員  特定日調査（平日）に基づく”.   北海道旅客鉄道. 2022年8月3日時点のオリジナルよりアーカイブ。2022年8月14日閲覧。
8. ↑  “駅別乗車人員  特定日調査（平日）に基づく”.   北海道旅客鉄道. 2022年9月3日時点のオリジナルよりアーカイブ。2022年9月3日閲覧。
9. ↑  “駅別乗車人員  特定日調査（平日）に基づく”.   北海道旅客鉄道. 2023年11月10日時点のオリジナルよりアーカイブ。2023年11月10日閲覧。
10. ↑  “宗谷線(旭川・稚内間) 事業の抜本的な改善方策の実現に向けた実行計画(2024(令和6)～2026(令和8)年度)” (PDF).   北海道旅客鉄道 (2024年). 2024年9月8日時点のオリジナルよりアーカイブ。2024年9月8日閲覧。

### 新聞記事
1. ↑  “「通報」●函館本線江部乙駅ほか49駅の駅員無配置について（旅客局）”. 鉄道公報 (日本国有鉄道総裁室文書課):  p. 1. (1984年11月9日)
2. ↑  “列車待合室”が登場 宗谷本線合理化を象徴（名寄新聞、1985年7月8日）
3. ↑  “宗谷線、20駅無人化へ 特殊自動閉そく装置導入工事進む”. 交通新聞 (交通協力会):  p. 2. (1986年9月17日)
4. ↑  “無人18駅、自治体管理へ JR北海道 経営難で急拡大”. 北海道新聞. (2021年2月5日).  オリジナルの2021年2月6日時点におけるアーカイブ。 2021年2月7日閲覧。